# 요한복음 13장
요한복음 13장은 신약성경 중 요한의 복음서의 열세번째 장을 의미한다. 예수의 십자가형 전날 밤의 기록이며, 예수가 제자들에 대한 사랑으로 발을 씻기고, 서로 사랑하라는 새 계명을 내려주는 내용이다.

## 때가 되다.

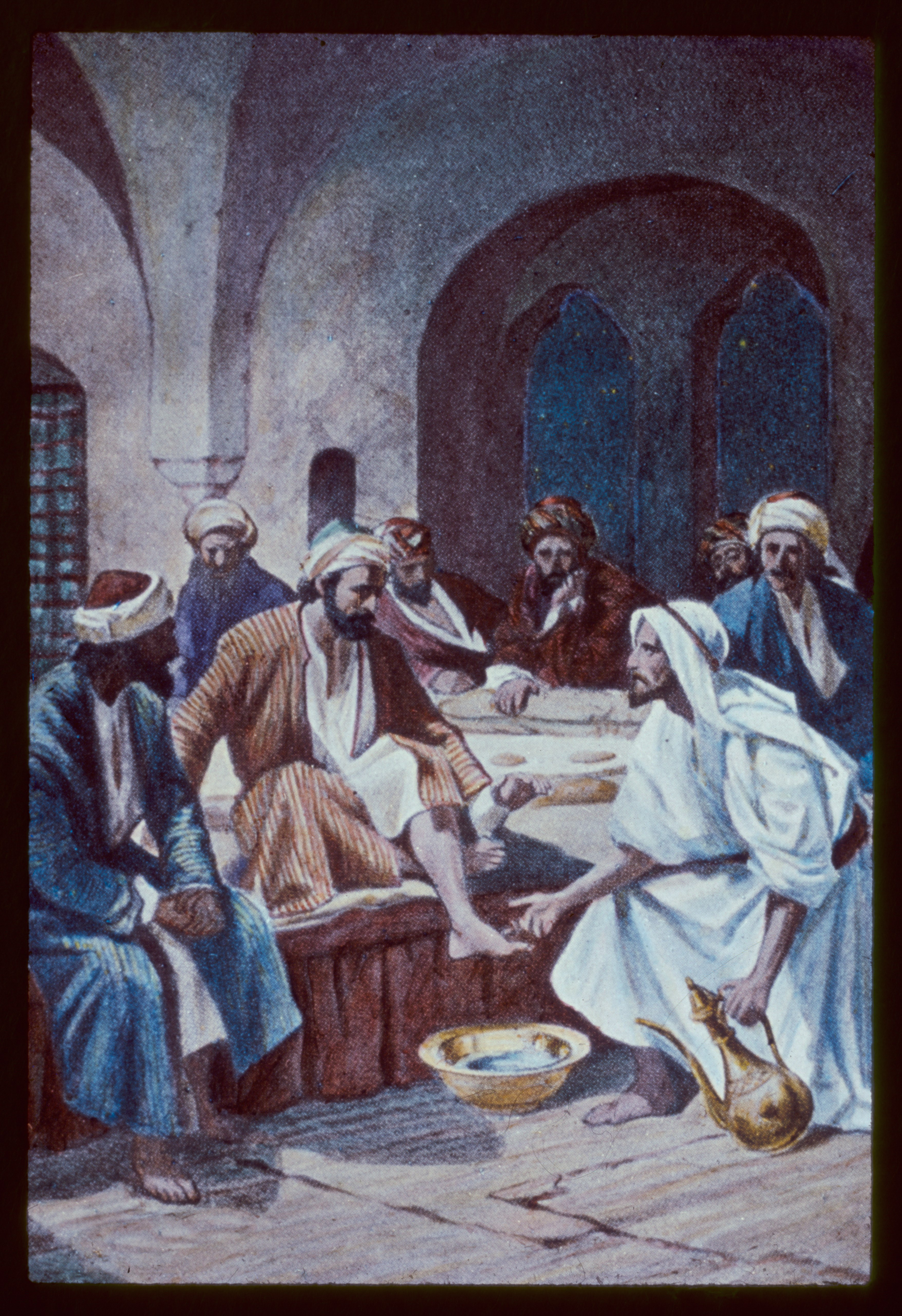
제자들의 발을 씻기는 예수. 윌리엄 홀 (1846-1917).

13장은 요한복음의 후반부 또는 종결부가 시작되는 장인데, 이 후반부는 신약성경의 지성소이자 가장 성스러운 부분이라는 평가를 받는다. D. A. 카슨은 1절을 두고 고별사의 서두부라고 말한다.
유월절 전이 되자 예수는 때가 된 것을 알게 되는데, 이 때는 요한이 7장 30절에서 서술한 때이며 12장 30절에서 예수가 직접 예언한 때이다. 이 배경이 되는 유월절 전에 대해 하인리히 마이어는 이 날이 정확히 언제인지 알 수 없다고 말한다. 그러나 벵엘은 이 날이 유월절 전 날인 수요일이라고 말하고, 존 웨슬리도 그 뒤를 이어 동일하게 해석한다. 개역개정판과 새번역 성경에서는 "유월절 전"으로, 공동번역성서에서는 하루 전이라고 해석한다. 저녁을 먹을 때에 악마가 이미 유다 이스카리옷의 마음에 예수를 팔아넘길 마음을 불어넣었다.

## 제자들의 발을 씻기다

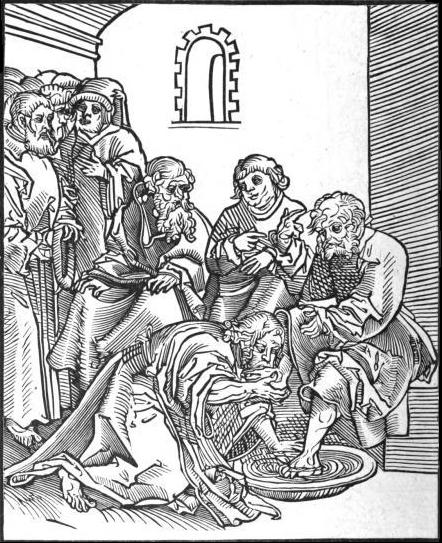
제자들의 발을 씻기는 예수에 대한 목판화. 루카스 크라나흐(1472-1553).

예수는 이어 겉옷을 벗고, 수건을 허리에 두른 뒤, 대야에 물을 떠서 제자들의 발을 씻기고, 허리의 수건으로 물기를 닦아준다. 이토록 과정이 구체적으로 기록된 것에 대해 이 장면 하나하나가 요한에게 큰 감동을 주어 깊은 인상을 남겼다는 해석이 있다. 5절에서 예수는 제자들의 발을 씻기기 시작하는데, 베드로는 처음엔 이를 거절한다. 그러나 씻기지 않으면 아무런 상관이 없게 된다는 예수의 말을 듣고, 손과 머리도 닦아달라고 청하게 된다. 이 때 베드로의 말이 세 번 등장하는 가운데 두 번 예수를 주(κυριε)라고 부른다. 이에 대해 예수는 13절에 그 호칭이 옳다고 이야기한다. 세족은 12절에서 끝나는데, 이 때 유다의 발까지 함께 씻긴 것으로 본다. 카슨은 이를 두고 영을 닦아주는 상징적 의미(8~10절)이자 자기를 낮추는 겸손의 실천(12~17절)이라고 해석한다.

## 유다의 배반을 예고하다
예수는 시편을 인용하며 "나와 함께 빵을 먹는 자가 나를 배반하였다"는 말씀이 이루어질 것이라고 말한다. 이는 아히도벨이 다윗을 배신한 것에 대한 기록인데, 예수는 이후 유다가 아히도벨처럼 자살할 것까지 함께 예언한 것이다. 프랑시스 몰로니(Francis Moloney)는 이 인용이 베드로의 부인까지 포함하는 것으로 해석한다.
이후 19절에서 예수는 이를 말하는 것이 때가 닥쳤을 때 제자들로 하여금 자기가 정말 누구였는지 알게 하기 위한 것이라고 말한다. 이는 20장 30절에 등장하는 요한복음의 집필 동기와도 일치한다. 제자들은 누가 배신할 것인지 알지 못해 예수에게 질문하고, 예수는 이에 대한 상징을 보여준다.
이어서 예수가 사랑한 제자가 등장하는데, 예수가 제자들을 얼마나 사랑하는지 앞에서 강조하고 뒤에서 새 계명을 내려주는 것과 연계되어 이 등장신은 천재적인 서술이라는 평가를 받는다. 액자 구조상에서 사랑받는 제자는 중앙무대에 오름으로써 예수가 그를 얼마나 사랑했는지가 복음서 내에서 더욱 부각된다.
예수는 자기가 빵을 적셔줄 사람이 바로 그 사람이라고 이야기하는데, 이 적시다(βάψας)는 표현은 신약성경에서 단 한번만 사용되는 단어이다. 이 단어는 양고기나 무교병에 사용될 수 있는데, 유월절 기간중에 집주인이 손님들에게 음식을 적셔주는 것은 매우 일반적인 풍습이므로 요한은 다른 공관복음서 저자들과 함께 이 날이 유월절 만찬이었음을 드러내고 있는 것이다. 그러나 집주인이 음식을 찍어서 건네주는 것은 유월절이 아니더라도 고대 근동에서는 특별히 아끼는 손님이 왔을 경우에도 행해지는 일이다. 만일 그렇다면 예수는 유다를 얼마나 사랑하는지 표현한 것이 된다.
빵을 건네주며 예수는 유다에게 할 일을 하라고 하는데, 이 때 요한복음은 복음서들 중 유일하게 유다가 돈주머니를 담당하고 있었다고 전한다. 유다는 빵을 받고, 곧이어 자발적으로 나간다. 밤이 되어 유월절이 시작되자 예수는 곧 새 계명을 내려준다.

## 베드로의 부인을 예고하다
유다는 예수가 그 아버지에게로 돌아가기 위한 일련의 과정을 개시한다. 유다가 곧 나가자, 예수는 하나님과 인자도 곧 영광받을 것이라고 말한다. 이 때 영광받는다는 것에 대해 맥라렌은 다음의 세개를 모두 말하는 것으로 해석했다.
- 인자가 십자가에서 영광받는 것
- 하나님이 인자로 영광받는 것
- 인자가 하나님으로 영광받는 것[20]

예수는 곧이어 33절에서 제자들을 어린아이(Τεκνία)라고 부르는데, 이 단어는 성경 전체를 통틀어서 요한복음에서 한 번, 요한의 첫째 편지에서 7번 사용된다. 많은 신학자들이 이 표현의 부드러움에 대해 이야기한다. 해롤드 불스는 이를 두고 제자들의 미성숙함과 나약함을 표현한 것이라고 말한다. 이어 예수는 자기가 떠나야 하며, 제자들은 그 곳으로 올 수 없다고 말한다. 베드로는 37절에서, 필립보와 토마스는 다음 장에서 예수에게 어디로 가느냐고 묻는다. 베드로는 예수가 죽으려는 것을 짐작하고 "목숨이라도 바치겠나이다"라고 말한다. 그러나 예수는 닭이 울기 전에 자기를 베드로가 세 번 부인할 것이라고 이야기한다.
베드로의 부인에 대한 예고는 다른 복음서에서도 등장하는데, 루가의 복음서에서는 요한복음과 마찬가지로 마지막 만찬 자리에서 예고한 것으로 서술된다. 그러나 마태오의 복음서 26장 31~35절과 마르코의 복음서 11장 27~31절에서는 이 예고가 겟세마니에서 이루어졌다고 말한다.

## 같이 보기
- 예루살렘
- 유다 이스카리옷
- 베드로

## 참고 문헌
- Carson, D. A. (1990). 《The Gospel according to John》. Pillar New Testament Commentary Series. Eerdmans, William B. Publishing Company. ISBN 9780802836830.